# Desert de Tirari
El desert de Tirari és un desert amb una superfície de 15.250 km² que se situa a la zona oriental de Far North, a Austràlia Meridional. És un desert conegut pels seus llacs de sal i les seves dunes de sorra.

## Localització

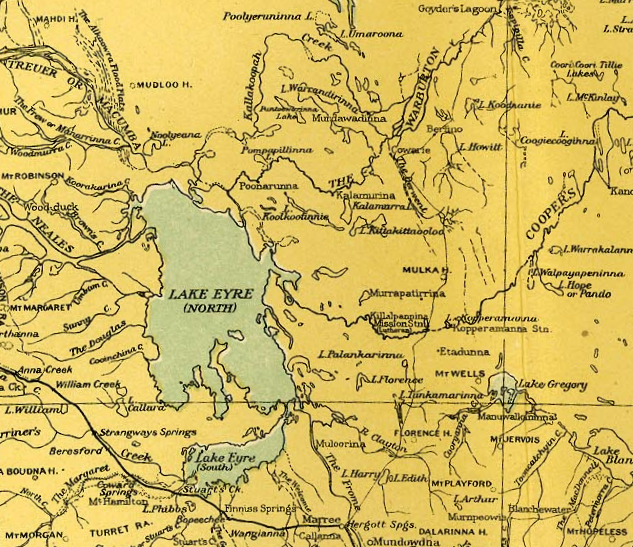
Mapa del desert de Tirari i voltants de l'any 1916 (Nota: el desert no està marcat ni delimitat).

Aquest desert se situa parcialment dins del Parc Nacional Llac Eyre, concretament a la zona est del llac Eyre.
El riu Cooper Creek travessa el desert per la seva zona central.
Pel nord limita amb el desert de Simpson, mentre que per l'est limita amb el desert de Strzelecki i pel nord-est amb el desert pedregós Sturt.

### Accessos
El principal accés al desert per a vehicles és per la carretera no pavimentada de Birdsville Track que s'estén cap al nord des de Marree fins a Birdsville. L'Hotel Mungerannie és l'únic lloc que proveeix serveis entre ambdues ciutats.

## Clima
La mitjana de precipitacions anuals està per sota dels 125 mm.

## Pertinença a la Interim Biogeographic Regionalisation for Austràlia (IBRA)
Fins al 2008, el desert de Tirari ha estat inclòs a la regió biogeogràfica (IBRA) SSD3: Dieri, que forma part de la regió dels Camps de Dunes de Simpson Strzelecki (SSD).

## Vegetació
La vegetació dels camps de dunes del desert de Tirari es caracteritza per l'esbarzer Acacia ligulata i la canya Zygochloa paradoxa, que creixen en els cims i les valls de les dunes. També creixen camps oberts d'arbustos alts entre les dunes. La resta de vegetació consisteix en capes d'herba i plantes amb flors que cobreixen els camps de dunes després de les pluges.
El sòl que s'amaga per sota de les dunes així com la vegetació, varien en funció de l'espaiament que existeixi entre les dunes. Quan aquests espais són petits es formen valls sorrenques amb vegetació molt similar a banda i banda de la duna. Per contra, quan l'espai entre dunes és més ampli i existeixen regions inundades entre dunes, es poden veure diferents tipologia de vegetació en les dunes circumdants.
La vegetació de les zones inundades també varia en funció de la capacitat del sòl per retenir aigua i de la freqüència de les inundacions. A les zones més seques es poden apreciar diverses espècies com Atriplex nummularia, Maireana aphylla i Chenopodium auricomum, els quals es distribueixen en camps oberts, a prop de pantans, i freqüentment associats amb les herbes Eragrostis australasica i Muehlenbeckia florulenta.
Els corrents d'aigua intermitents i els dipòsits d'aigua permanents associats als afluents del riu Cooper Creek permeten que la zona de bosc sigui dominada pels eucaliptus de les espècies Eucalyptus camaldulensis i Eucalyptus coolabah.

## Fòssils
El desert inclou una àrea rica en fòssils de vertebrats del Període Terciari, que s'estén des del llac Ngapakaldi fins al llac Palankarinna, amb una superfície de 3,5 km².

## Població Dieri
El Desert de Tirari ha format part de la regió de terra reclamada per la tribu nativa dels Dieri.
L'antropòleg australià Norman Tindale va descobrir una petita tribu ara extinta, que ell referia com els Tirari. Aquesta tribu es localitzava en la costa est del llac Eyre, des del nord de Muloorina fins al Riu Warburton, a l'est de Killalapaninna. Tindale estava en desacord amb les troballes realitzades per Alfred William Howitt, el qual definia a aquesta tribu (els Tirari) com una horda dels Dieri, ja que parlaven un llenguatge diferent al dels Dieri. No obstant això, hauria de fer-se notar que des que Tindale va publicar el seu treball, molts de les dades relacionades amb la distribució i definició dels grups de llenguatge aborígens han sofert múltiples revisions des de 1974. I també hauria d'assenyalar-se que el treball de Tindale es va enfocar a descriure la distribució tribal dels aborígens després del contacte amb els europeus.

### Missions
En la dècada de 1860 es van establir dues missions aborígens prop del riu Cooper Creek, creuant la carretera de Birdsville. Els Moravian van establir una curta missió al llac Kopperamanna el 1866. Va ser tancada el 1869 a causa de la sequera i a les escasses relacions establertes amb les comunitats locals d'indígenes.
La Missió de Bethesda va ser establerta per alemanys luterans a prop del llac Killalpaninna en la mateixa època i, després d'un breu període en el qual va romandre abandonada, va ser restablida i en la dècada de 1880 va començar a semblar-se a un petit poble amb més de 20 habitatges i una església. Durant aquesta època, la població va ser de "diversos centenars d'aborígens i una dotzena de blancs". Encara que inicialment la missió aconseguia autofinançar-se amb l'explotació de les pastures per al bestiar, es va veure obligada a tancar el 1917 degut dels efectes provocats per la sequera i la plaga de conills. En l'actualitat, amb prou feines queden evidències d'aquest assentament, més enllà d'un petit cementiri i fragments d'una serradora.

## Exploracions europees
En una expedició realitzada el 1866 per determinar el límit septentrional del llac Eyre, Peter Egerton Warburton es va aproximar al desert des de l'oest i va seguir el corrent del riu que ara és conegut amb el nom de riu Warburton, però que ell va creure incorrectament que era el Cooper Creek. El 1874 una altra expedició liderada per James William Lewis, va seguir novament el curs del riu fins al límit de Queensland, van tornar a traçar la ruta en el camí de tornada i es van encaminar cap al sud, a la missió de Kopperamanna. A continuació, van seguir el curs del Cooper Creek amb la finalitat d'inspeccionar la costa est del llac Eyre. Lewis, després de l'expedició, va dir sobre el llac: "Sincerament crec que podria no veure-ho mai més; és inútil en tots els aspectes, i la seva sola visió produeix set tant en els homes com en les bèsties".

## Estacions
La regió del desert de Tirari té un gran nombre de grans estacions de bestiar, que actuen com a zones de parada per a l'aviació que travessa el Channel Country.
L'Estació de Dulkanina ha estat portada per la mateixa família durant els últims 110 anys i té 2000 caps de bestiar així com diverses varietats de cavalls i kelpis. L'Estació de Etadunna al nord posseeix una superfície d'1 milió d'acres i 2500 caps de bestiar. Els voltants de les estacions inclouen llocs que són patrimoni seu, com les ruïnes de Bucaltaninna Homestead, les ruïnes de Woolshed, el Canny Trig Point (també conegut com a Milner's Pile) i el patrimoni estatal de la Missió de Killalpaninna.
Més cap al nord, es troba l'Estació de Mulka, que també posseeix una gran quantitat de llocs patrimoni tals com les ruïnes de Apatoongannie, de Old Mulka i de Ooroowillannie. Les ruïnes de Mulka Store es troben entre els llocs que formen part del patrimoni estatal d'Austràlia Meridional.